# Carboneto de titânio
Carboneto de titânio, TiC, é um material cerâmico refratário extremamente duro (Mohs 9–9.5), similar ao carbeto de tungstênio. Tem a aparência de pó preto com a estrutura cristalina de cloreto de sódio (face cúbica). Como encontrado na natureza, seus cristais variam em tamanho de 0,1 a 0,3 milímetros.
Ocorre na natureza como uma forma do muito raro mineral khamrabaevite (em russo:  Хамрабаевит) — (Ti, V, Fe)C. Foi descoberto em 1984 no Monte Arashan no distrito de Chatkal, URSS (atual Quirguistão), perto da fronteira com o Uzbequistão. O mineral foi nomeado após Ibragim Khamrabaevich Khamrabaev, diretor de Geologia e Geofísica de Tashkent, no Uzbequistão.

## Propriedades físicas
O carboneto de titânio tem um módulo elástico de aproximadamente 400 GPa e um módulo de cisalhamento de 188 GPa.

## Fabricação e usinagem
Os bits de ferramenta sem conteúdo de tungstênio podem ser feitos de carboneto de titânio em cera de níquel-matriz de cobre, aumentando a velocidade de corte, a precisão e a suavidade da peça de trabalho.[carece de fontes?]
A resistência ao desgaste, à corrosão e à oxidação de um material de carboneto de tungstênio — cobalto pode ser aumentada pela adição de 6 a 30% de carboneto de titânio a carboneto de tungstênio. Isso forma uma solução sólida que é mais frágil e suscetível à quebra.

## Aplicações
O carboneto de titânio é usado na preparação de cermets, que são freqüentemente usados para usinar materiais de aço em alta velocidade de corte. Também é usado como um revestimento de superfície resistente a abrasão em peças de metal, como bits de ferramentas e mecanismos de relógio. O carboneto de titânio também é usado como revestimento protetor térmico para reentrada atmosférica de veículos espaciais.
A liga de alumínio AA7075 é quase tão forte quanto o aço, mas pesa um terço. O uso de finas hastes AA7075 com nanopartículas de TiC permite que peças de ligas maiores sejam soldadas sem trincas induzidas por segregação de fase.